# Crépol
Crépol település Franciaországban, Drôme megyében. Lakosainak száma 527 fő (2022. január 1.). Crépol Arthémonay, Le Chalon, Charmes-sur-l’Herbasse, Margès, Montchenu, Saint-Christophe-et-le-Laris, Saint-Laurent-d’Onay és Valherbasse községekkel határos.

## Népesség
A település népességének változása:
| Lakosok száma | 430  | 374  | 424  | 473  | 551  | 551  | 563  | 542  | 532  | 527  |
|               | 1968 | 1982 | 1990 | 2006 | 2013 | 2015 | 2017 | 2019 | 2020 | 2022 |